# Podaguès
Le Pédaguès, anciennement Podaguès, est une région traditionnelle du département de l'Ariège, située entre les vallées de la Lèze, de l'Arize et de l'Ariège, en rive gauche de cette dernière. Devenue obsolète, cette appellation est plus couramment remplacée au XXIe siècle par la dénomination géographique de Terrefort ariégeois, bien que les avis divergent sur la localisation précise des deux entités et qu'il apparaisse vraisemblable que le toponyme Terrefort qualifie aussi les collines mollassiques se prolongeant au nord dans le département de la Haute-Garonne, voire celles de la rive droite de l'Ariège (collines du pays de Mirepoix notamment).

## Géographie
Cette région d'environ 450 km² s'oppose par le relief à l'Aganaguès, espace de plaine autour de Pamiers.

## Histoire
Le Podoguès était, au Moyen Âge, une région qui était le ressort d'une viguerie du même nom, située dans la partie méridionale du Pays toulousain, comprise entre l'Ariège et la Lèze, aux pieds des Pyrénées. Elle aurait eu pour seigneur une famille du Puy, du latin Podio (puy, podium, élévation).